# (2963) Chen Jiageng
(2963) Chen Jiageng (1964 VM1) – planetoida z grupy pasa głównego asteroid okrążająca Słońce w ciągu 4,87 lat w średniej odległości 2,87 j.a. Odkryta 9 listopada 1964 roku.